# Legio IV Flavia Felix
A Legio IV Flavia Felix (legio quarta flavia felix, Flavius IV. szerencsés légiója) egy római légió volt, amely Singidunumban (ma Belgrád) állomásozott. Jelvénye az oroszlán volt.  

## Története

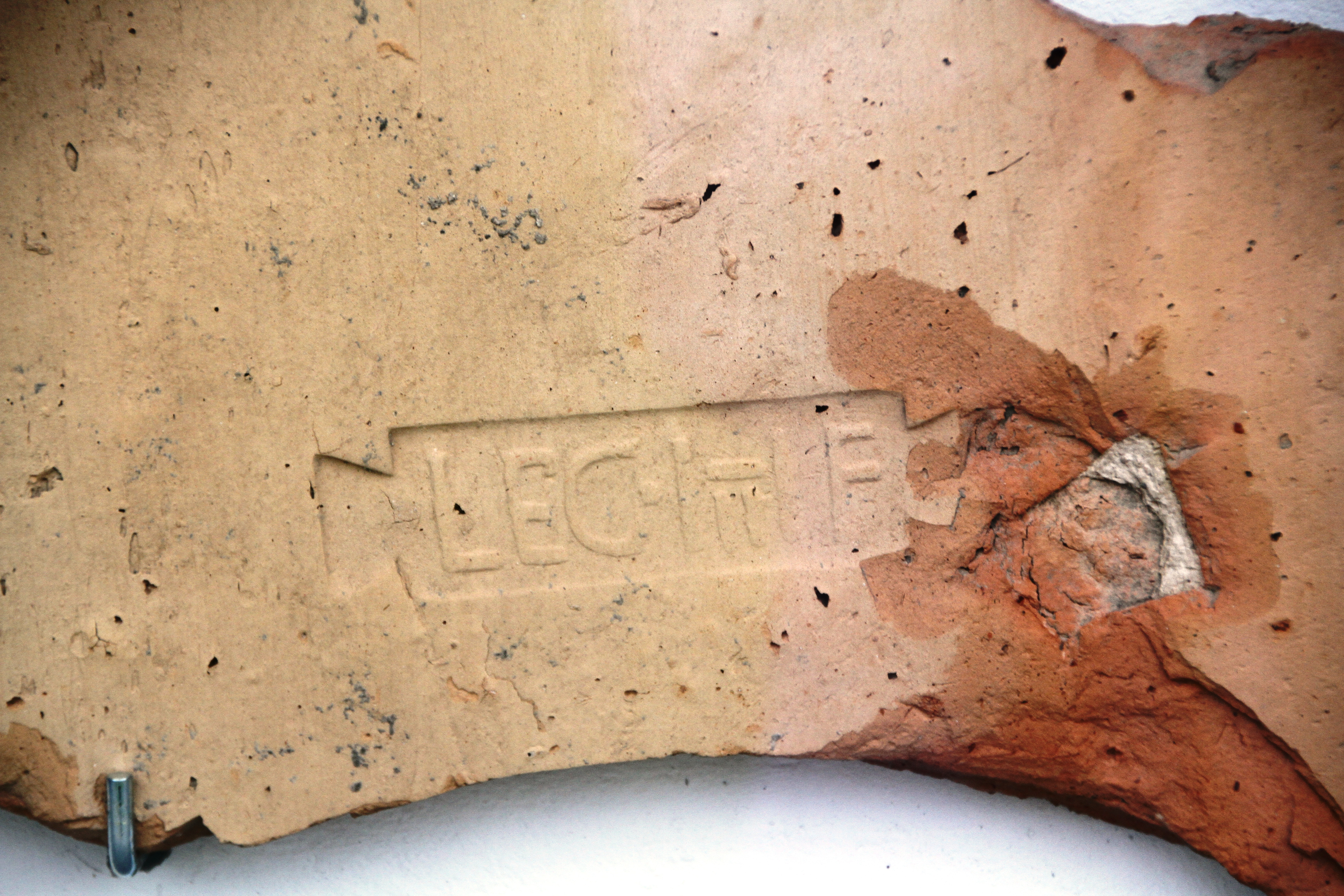
Aquincumi tégla a 4. légió pecsétjével

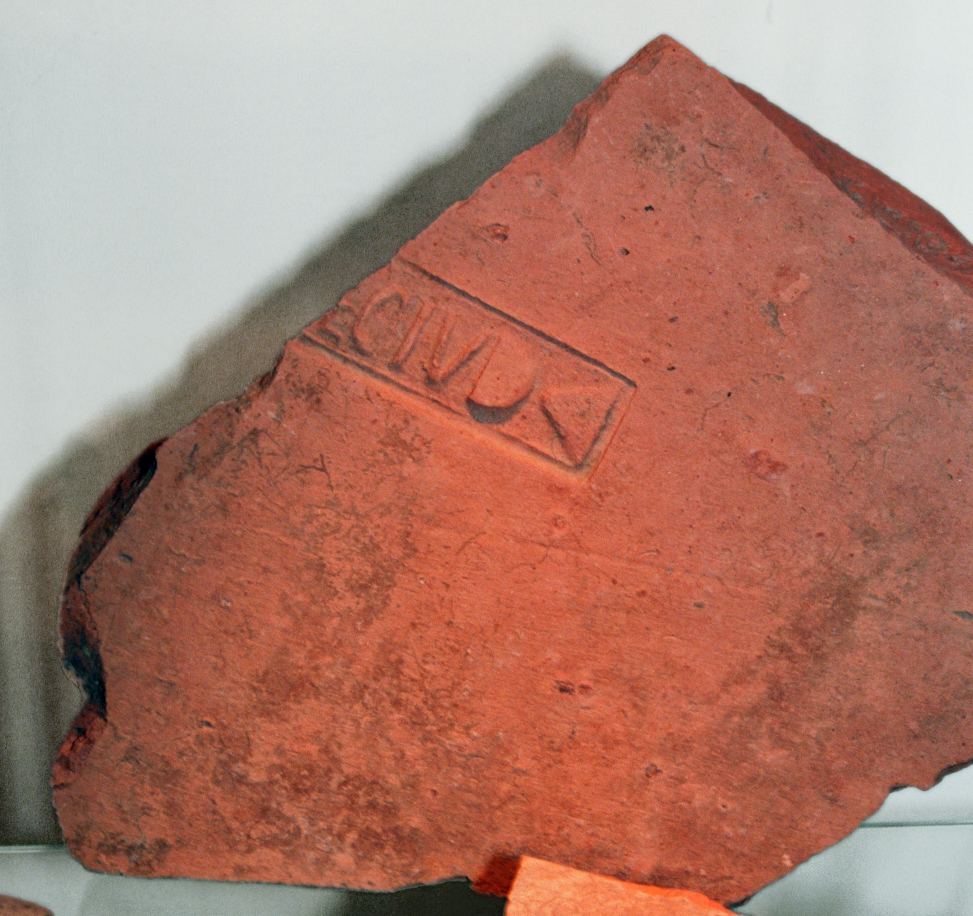
Tégla a 4. légió pecsétjével (visegrádi Mátyás király Múzeum)

A germán batavusok lázadása során (69-70) két légió megbízhatatlannak bizonyult, ezért 70 nyarán Vespasianus császár feloszlatta mindkettőt és katonáikból létrehozott két új egységet: a IV Macedonica légióból a IV Flavia Felixet, a XVI Gallicából pedig a XVI Flavia Firmát. A régi légiók katonáin kívül Észak-Olaszországból és esetleg Dél-Galliából származó újoncokkal töltötték fel az egységeket. A légiók alapítását Gnaeus Julius Agricola (Tacitus apósa) felügyelte. 
A IV Flavia Felix első állomáshelye a dalmáciai Burnum volt (a mai Kistanje), ahol a Rajnához vezényelt XI Claudiát váltotta fel. Jelenlétét a téglákon és tetőcserepeken talált feliratok bizonyítják. Parancsnoka ekkor az a Javolenus Priscus volt, aki Traianus császár idején jogtudósként szerzett hírnevet. 
Valószínű, hogy a légió ekkor szerezte a Felix melléknevet a dákokkal vívott harcokban (bár nem kizárt, hogy már alapításakor megkapta). A dákok 86-ban betörtek a birodalomba és legyőzték a Moesia provinciát védő légiókat. Domitianus császár átszervezte a dunai védővonalat, kettéosztotta a provinciát Superior és Inferior részekre és az előbbi védelmére a IV Flavia Felixet rendelte. A légió állomáshelye Singidunumnál (a mai Belgrádnál) volt, de elképzelhető, hogy rövid ideig Viminaciumban (a mai Kostolac) is táborozott. Utóbbi erődjében a Legio VII Claudia állomásozott, de a feliratok tanúsága szerint a IV Flavia Felix (vagy alegységei) is itt tartózkodott egy darabig. 
88-ban egy kilenc légióból (köztük a IV. légió is) álló nagy római haderő Tapae mellett legyőzte Decebalus dák királyt, azonban a következő évben fellázadt Lucius Antonius Saturninus, Germania Superior helytartója, így a győzelmet nem tudták kihasználni. 
98-ban Traianus parancsára utat építettek a Dunától északra, ahol aztán megalapították Tibiscum (ma Jupa) városát. Négy évvel később a I Adiutrix és XIII Gemina légiókkal együtt részt vett Traianus győztes dák háborújában és egy rövid ideig a dák fővárosban, Sarmizegetusában táborozott. Egy alegysége Aradnál épített erődöt a szarmaták ellen, akik 92-ben megsemmisítették a XXI Rapax légiót. 
Traianus utóda, Hadrianus visszaküldte a légiót Singidunumba, de alegységei továbbra is járőröztek a Maros mentén és egy másik az aranybányáiról ismert Apulumot (Gyulafehérvár) védte. 
Antoninus Pius uralkodása (138-161) alatt a dunai határ nyugodt volt, így a IV. légió egyik alegységét Afrikába, Mauretania provinciába dobták át a maurik elleni harchoz.
Aquincumban is megtalálták a légió feliratait; feltehetően egyik alegysége védte a várost, amíg az itt állomásozó II Adiutrix Lucius Verus pártus háborújában harcolt (162-166).
Az egység fontos szerepet kapott Marcus Aurelius 165-ben indított, markomannok elleni háborújában. A császár feltehetően új provinciát akart alapítani a Dunától északra és egy fiatal szenátornak, Aulus Julius Pompilius Pisónak helytartói jogokat adott és rábízta a I Italica és IV Flavia Felix légiókat, de ekkor keleten kitört Avidius Cassius felkelése és a provincia szervezése félbemaradt. 
Pertinax császár 193-as halála után polgárháború tört ki, amelyben a dunai légiók Pannonia Superior helytartóját, Lucius Septimius Severust támogatták, aki végül győztesként került ki a konfliktusból. A pártusok elleni háborújához ő is igénybe vette a II Adiutrixot, amely helyett ismét a IV Flavia Felix alegysége védelmezte Aquincumot. Egy másik alegység maga is részt vett a keleti háborúban; ezt bizonyítja egy Északnyugat-Törökországban talált felirat. A légió parancsnoka ekkor a szíriai származású Gaius Julius Avitus Alexianus, a császár sógora volt.  
A légió katonáit a harmadik században is átvezényelték a pártusok utódaival, a szászánidákkal való harcokhoz. Egy Speyerben talált felirat miatt úgy vélik, hogy a légió részt vett az alemannok elleni háborúkban (három hadjárat is elképzelhető: Caracalláé 213-ban, Severus Alexanderé 235-ben vagy Maximinus Thraxé 235-236-ban). 273-ban alegysége (négy másik légióéval együtt) a mai Jordániában épített utat.
300 körül még biztosan Belgrádban tartózkodott és az újonnan alapított V Iovia és VI Herculia egységekkel a kulcsfontosságú Sirmiumot védte. A 4. század első feléből még ismert aktivitása, de 400 után a légió eltűnik a forrásokból.